# Австралія на літніх Олімпійських іграх 1904
Австралія на літніх Олімпійських іграх 1904 була представлена трьома спортсменами в шістьох видах спорту.
Довгий час вважалося, що на Іграх змагався один або два австралійці, і жоден із них не здобув медалей. Однак у 2009 році з’ясувалося, що плавець Френсіс Ґейлі, який пізніше емігрував до США і став громадянином цієї країни, ще не зробив цього на момент участі в Іграх. Основною причиною його хибної ідентифікації як американця було те, що він вступив до Олімпійського клубу Сан-Франциско. Гейлі здобув три срібні медалі та одну бронзову. База даних МОК була відповідно скоригована в липні 2021 року, щоб зарахувати медалі Гейлі на користь Австралії.

## Медалісти

### Срібло
|   |               |                               |
| № | Спортсмени    | Вид спорта (дисциплина)       |
| 1 | Френсіс Ґейлі | Плавання (220 ярдів на спині) |
| 2 | Френсіс Ґейлі | Плавання (440 ярдів на спині) |
| 3 | Френсіс Ґейлі | Плавання (880 ярдів на спині) |

### Бронза
|   |               |                                  |
| № | Спортсмени    | Вид спорта (дисциплина)          |
| 1 | Френсіс Ґейлі | Плавання (1 миля вільним стилем) |

## Легка атлетика
| Змагання  | Спортсмени      | Півфінал  | Півфінал | Фінал      | Фінал      |
| Змагання  | Спортсмени      | Результат | Місце    | Результат  | Місце      |
| --------- | --------------- | --------- | -------- | ---------- | ---------- |
| 110 м з/б | Коррі Гарднер   | невідомо  | 4        | не пройшов | не пройшов |
| 110 м з/б | Леслі МакФерсон | DNS       | DNS      | не пройшов | не пройшов |
| 400 м з/б | Леслі МакФерсон | DNS       | DNS      | не пройшов | не пройшов |

| Змагання                     | Спортсмени      | Фінал     | Фінал    |
| Змагання                     | Спортсмени      | Результат | Місце    |
| ---------------------------- | --------------- | --------- | -------- |
| стрибки в довжину (чоловіки) | Коррі Гарднер   | невідомо  | невідомо |
| стрибки в довжину (чоловіки) | Леслі МакФерсон | DNS       | DNS      |

## Плавання
| Змагання                         | Спортсмен     | Фінал     | Фінал |
| Змагання                         | Спортсмен     | Результат | Місце |
| -------------------------------- | ------------- | --------- | ----- |
| Плавання (220 ярдів на спині)    | Френсіс Ґейлі | 2:46.0    | 2     |
| Плавання (440 ярдів на спині)    | Френсіс Ґейлі | 6:22.0    | 2     |
| Плавання (880 ярдів на спині)    | Френсіс Ґейлі | 13:23.4   | 2     |
| Плавання (1 миля вільним стилем) | Френсіс Ґейлі | 28.54.0   | 3     |